# Balanço energético

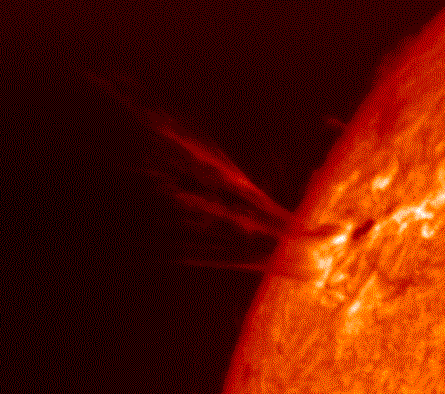
Sol: a principal fonte da energia proveniente do espaço que atinge a Terra

Balanço energético - também chamado de balanço radiativo - é um termo usado na climatologia para indicar a quantidade de energia (ε) que entra em nosso planeta, em relação à quantidade de energia que deixa a atmosfera, rumo ao espaço, seguindo o que fora proposto por Isaac Newton em sua Lei da conservação da energia.

## Dinâmica de atuação
A energia existente na Terra tem sua principal origem a radiação emitida pelo Sol. De modo geral, podemos dizer que o balanço energético da Terra é neutro, ou seja, a quantidade de energia que entra é a mesma que é emitida para fora, pela superfície do planeta. Mas quando porções limitadas da superfície terrestre são consideradas, nota-se diferenças sutis entre a quantidade de energia absorvida e a energia emitida. Essa diferença está diretamente relacionada à quantidade de energia que é absorvida e emitida pela Terra, apresentando valores variáveis conforme sua latitude e estação sazonal.
Quando a quantidade de energia que entra no Planeta é superior à quantidade que sai, temos uma situação de Aquecimento Global.